# Ursula Vehrigs
Ursula Vehrigs (* 12. Januar 1893 auf dem Schachtberg in Mertendorf bei Naumburg an der Saale; † 12. April 1972 in Mertendorf) war eine deutsche Malerin.

## Leben

### Familie
Ursula Vehrigs war die Tochter des Fabrikanten Hugo Vehrigs (* 1858 in Utenbach; † 1939 in Mertendorf) und der Malerin Margarete (geb. Vogt) († 1949); sie hatte noch eine Schwester, Margot Vehrigs (* 1895 in Mertendorf; † 1984 in München).
Nach der Scheidung ihrer Eltern 1904, die sich bereits um 1900 getrennt hatten, heiratete ihre Mutter im selben Jahr den Psychologen Ernst Weber (* 1875 in Leipzig; † 1925 in Berlin) und zog nach Berlin.

### Werdegang
Ursula Vehrigs wurde bereits in ihrer Kindheit durch die thüringisch-ländliche Landschaft in ihrem Verhältnis zur Natur geprägt.
Ihr Elternhaus war ein kultureller Mittelpunkt der Umgebung und ihre Mutter förderte früh ihr zeichnerisches Talent.
Sie besuchte von 1902 bis 1906, gemeinsam mit ihrer Schwester, das Steybersche Institut, das von Ottilie von Steyber gegründet worden war, in Leipzig, deren Lehrerinnen der Frauenrechtsbewegung nahestanden; in dieser Zeit ließen sich ihre Eltern scheiden.
Von 1907 bis 1909 erfolgte ein weiterer Schulbesuch in Berlin und sie machte die Bekanntschaft mit Lovis Corinth.
In Berlin erfolgte dann von 1909 bis 1910 der Besuch der Malschule des Berliner Künstlerinnen-Vereins (siehe Verein der Berliner Künstlerinnen), unter anderem bei George Mosson. Darauf war sie 1910 Schülerin im Atelier von Hans Hofmann in München.
Von 1910 bis 1914 unternahm sie zahlreiche Reisen in die Alpen, nach Sylt, Venedig, Murnau, dort trifft sie Gabriele Münter, und Südfrankreich.
1918 erfolgte der Umzug in ihr Atelier an den Kurfürstendamm 35 in Berlin. Nur durch Vermittlung ihrer Mutter ließ sie sich von 1918 bis 1925 zu Ausstellungen in der Berliner Secession in den Galerien von Bruno Cassirer und Nierendorf bewegen.
Sie unternahm 1924 eine Italienreise und hielt sich, auch aufgrund einer unerwünschten Hochzeit mit Walter von Molo, kurzfristig von 1925 bis 1926 zu einem Studienaufenthalt in Paris auf und besuchte die Malschule von Fernand Léger, der einen ganz anderen malerischen Ansatzpunkt hatte; im Juli 1926 war sie auf einer Ausstellung in der dortigen Galerie D'Art Contemporain vertreten.
Aufgrund eines Unfalls ihrer Mutter, aufgrund dessen sie bis zu ihrem Tod im Rollstuhl saß, kehrte Ursula Vehrigs 1926 zu ihr zurück und begann sie zu pflegen.
Sie lebte sehr zurückgezogen in Berlin sowie in Mertendorf und vermisste die öffentliche Anerkennung nicht, aufgrund ihrer gesicherten Existenz musste sie keine Bilder verkaufen.
Während des Zweiten Weltkriegs wurde 1943 ihr Atelier und eine große Anzahl ihrer Arbeiten zerstört, worauf sie nach Mertendorf zurückkehrte und dort bis zu ihrem Tod lebte. Ihre bevorzugten Motive waren der Garten auf dem Schachtberg, die thüringische Landschaft und die Bauern bei der Feldarbeit, dazwischen entstanden aber auch immer wieder Porträts, unter anderem von Alfred Kerr, Fritz Stahl und Hermann Georg Scheffauer. Sie stellte ihre Bilder in der damaligen Provinz Sachsen aus sowie in Ausstellungen in Ostberlin und Naumburg.
Noch vor ihrem Tod wurde sie von der heimischen Kulturbürokratie in ihrem künstlerischen Potenzial kaum noch wahrgenommen, sie konnte jedoch einen Teil ihrer Werke zu ihrer Schwester, die 1945 nach München gezogen war, schmuggeln. Nach ihrem Tod verschwanden ihr Name und ihre Werke rasch aus dem öffentlichen Gedächtnis. In den folgenden Jahren ging, der bis dahin noch erhalten gebliebene Familiennachlass, unter anderem ihre Zeichnungen, Aquarelle, Drucke und Briefe durch die Veruntreuung des Verwalters verloren. Die Naumburger Behörden genehmigten nach ihrem Tod die Ausfuhr der noch verbliebenen dreißig Ölbilder aus dem Nachlass, diese wurden jedoch durch die DDR-Grenzbehörden beschlagnahmt und sind seither verschollen.
Rudolf Jankuhn (1949–2021), der 1978 ihre Schwester kennenlernte und eine Gedenkstätte in Mertendorf errichten wollte, wurde ihr Nachlassverwalter.
Im Bürgerbüro in Mertendorf hängen Bilder von ihr als Dauerleihgabe.

### Künstlerisches Wirken

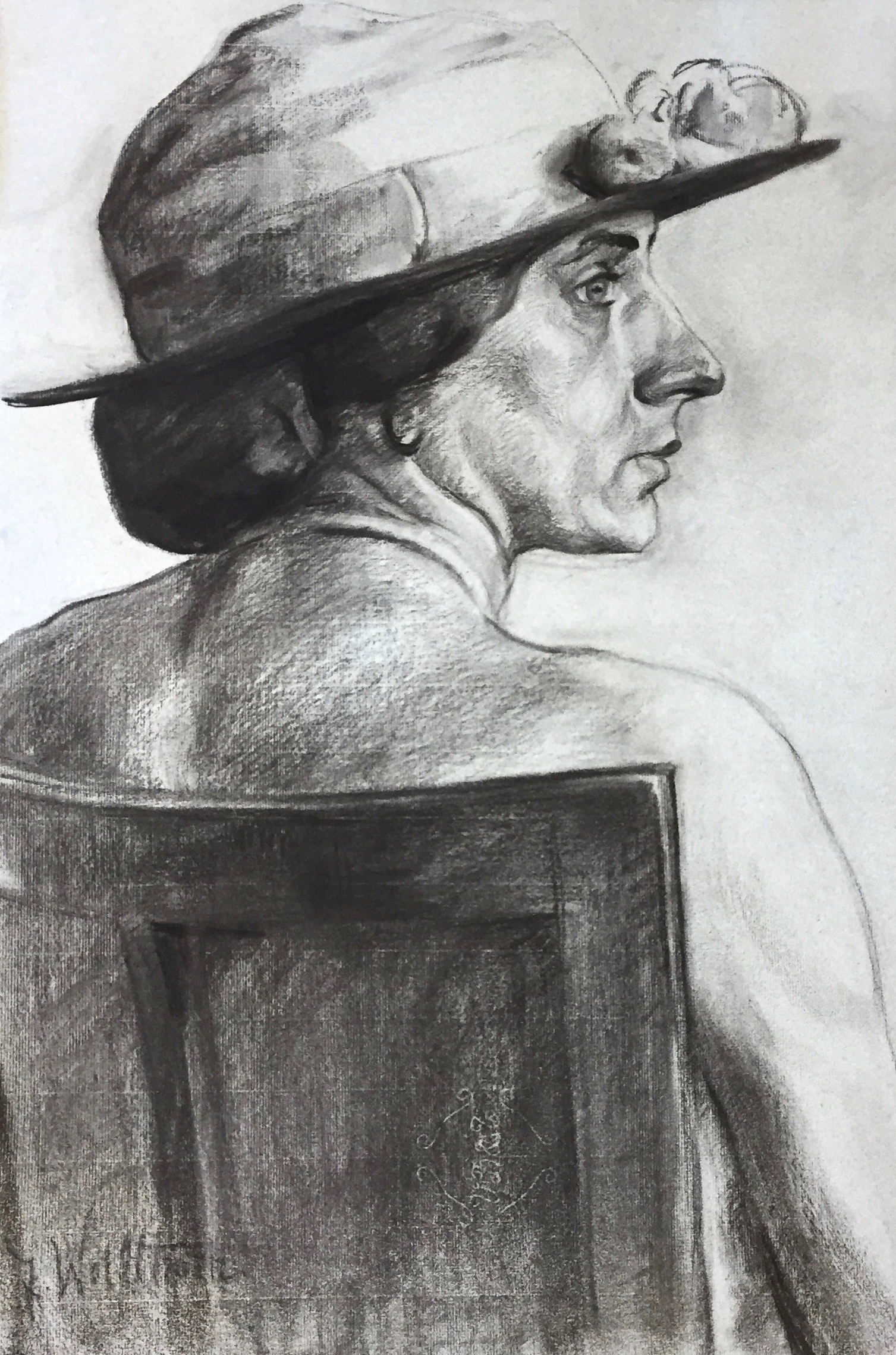
Ursula Vehrigs Porträtzeichnung von Julie Wolfthorn

Ursula Vehrigs gehört zu der nachexpressionistischen Generation, die man die verschollene Generation nennt.
Ihre Malerei während der Schulzeit war noch stark vom naturalistisch-impressionistischen Stil ihrer Mutter geprägt. Doch durch Reisen in den Süden und ihren Aufenthalt in Paris von 1910 bis 1914 entwickelte sich ihr künstlerischer Stil weiter, beeinflusst von Künstlern der Brücke-Gruppe wie Ernst Ludwig Kirchner. 1911 lernte sie die Arbeiten der Künstler des Blauen Reiters kennen.
Bei einer Reise durch Belgien machte sie die Bekanntschaft mit James Ensor, dessen Person und Bilder einen nachhaltigen Eindruck auf sie machten; in Paris faszinierten sie vor allem die Impressionisten.
In den Jahren vor dem Ersten Weltkrieg entwickelte sich ihre Bildersprache in der Auseinandersetzung mit den expressiven Avantgardeströmungen weiter.
Für ihre Landschaften und Porträts von etwa 1911 bis in die 1930er Jahre waren ihre wilden, ungestüm aufgebrochenen Farbflächen in vielen Brechungen und Stufungen kennzeichnend; die Gegensätze der einzelnen Farben verliehen den Bildern Dynamik und tief empfundene Gefühlswerte. Dabei verarbeitete sie fauvistische Anregungen.
Ab 1918 entstanden viele Gesellschafts-Porträts und Zeichnungen aus den Berliner Arbeitervierteln. Sie malte ihre Köpfe überwiegend aus der Farbe heraus und weniger mit einer festen Umrisslinie.

## Mitgliedschaften
Ursula Vehrigs war Mitglied im Verein der Berliner Künstlerinnen, im Deutschen Künstlerbund und in der Gewerkschaft Kunst und Schrifttum im FDGB.

## Ehrungen und Auszeichnungen
Ursula Vehrigs war die Namensgeberin des Wanderwegs Vehrigsweg in Mertendorf.
In Mertendorf wurde der Ursula-Vehrigs-Platz nach ihr benannt.

## Ausstellungen (Auswahl)
- 1928, 1930 und 1931: Beteiligung an der Großen Berliner Kunstausstellung unter anderem mit der Novembergruppe;
- 1929: Beteiligung an der Ausstellung Die Frau von heute des Vereins der Berliner Künstlerinnen;
- 1946–1949: Beteiligung an den Kunstausstellungen des Landes Sachsen-Anhalt in Halle auf der Moritzburg;
- 1949: Beteiligung an der Ausstellung Mensch und Arbeit in Berlin-Ost, im Großen Stadtkontor;
- 1950–1952: Ausstellungsbeteiligungen in Weißenfels;
- 1960: Ausstellung im Salztor in Naumburg;
- 1967: Ausstellung bei der Siemens AG in München;
- 1968: Ausstellung im Romanischen Haus in Bad Kösen;
- 1981: Ausstellung im Kunstsalon Rose Lörch in München;
- 1986: Ausstellung in der Galerie Mora in Berlin;
- 1989: Ausstellung in der Galerie Schwind in Frankfurt am Main;
- 1990: Ausstellung im Atelier Berger Straße in Frankfurt am Main;
- 1992: Beteiligung 125 Jahre Berliner Künstlerinnen-Verein im Martin-Gropius-Bau in Berlin;
- 1993: Ausstellung in der Dresdner Bank in Naumburg;
- 1994: Beteiligung Die Novembergruppe in der Galerie Bodo Niemann in Berlin;
- 1996: Beteiligung Münchener Kunst von 1890–1990 in der Galerie Bernd Dürr in München;
- 1997: Ausstellung im Museumseck in Naumburg;
- 1998: Beteiligung Die närrischen Weiber – Künstlerinnen in Deutschland 1900–1935 in der Galerie Bernd Dürr in München;
- 1999–2000: Ausstellung VERFEMT! VERBOTEN! VERGESSEN? in der Galerie Bernd Dürr in München.[7]
- 2015: Ursula Vehrigs. Eine Malerin aus Mertendorf. In: Alte Schule und Kirche in Mertendorf;[8]
- 2016: Ausstellung Kunst als Profession – Künstlerinnen und ihre Werke 1908–2016. In: Galerie Bernd Dürr in München.[9]
- 2017: Ausstellung Von Gestern bis Heute. 150 Jahre Verein der Berliner Künstlerinnen. In: Salongalerie Die Möwe in Berlin.[10]